# Eleocharis nitida
Eleocharis nitida là loài thực vật có hoa trong họ Cói. Loài này được Fernald mô tả khoa học đầu tiên năm 1906.